# Grabado láser

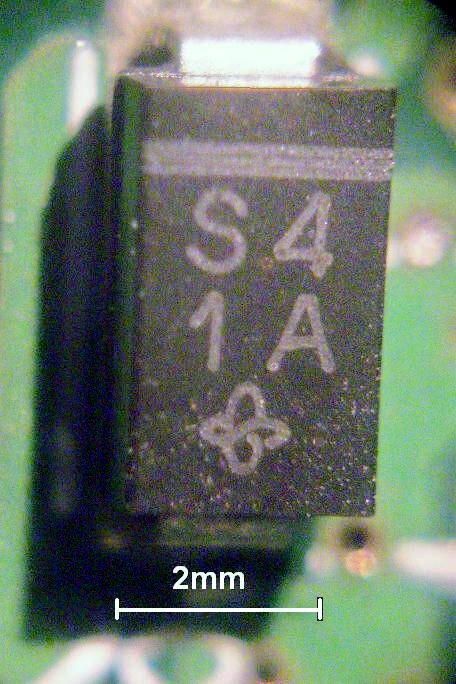
Láser marcando pieza electrónica

El grabado con láser es la técnica que utiliza láseres para grabar un objeto. El láser que marca, por otro lado, es una categoría más amplia de métodos para dejar marcas en un objeto, el cual también incluye cambio de color debido a alteración/molecular química, espumando, fundiendo, ablación, y más. La técnica no implica el uso de tintas, ni puntas qué hacen contacto con la superficie para poder grabar, dándole una ventaja sobre grabado o tecnologías de marcando donde tintas o puntas tienen que ser reemplazadas regularmente.
El impacto del láser que marca ha sido más importante en materiales "laserables"  diseñados para usar un láser. Estos incluyen polímeros sensibles al láser y aleaciones de metal novel.
El término marcado de láser también utilizado como el plazo genérico que cubre un espectro amplio de técnicas que incluyen impresión, hot stamping y vinculación de láser. Las máquinas para láser engraving y el láser que marca es igual, de modo que los dos plazos son a veces confundidos por aquellos sin conocimiento o experiencia en la práctica.

## Máquinas de grabado láser

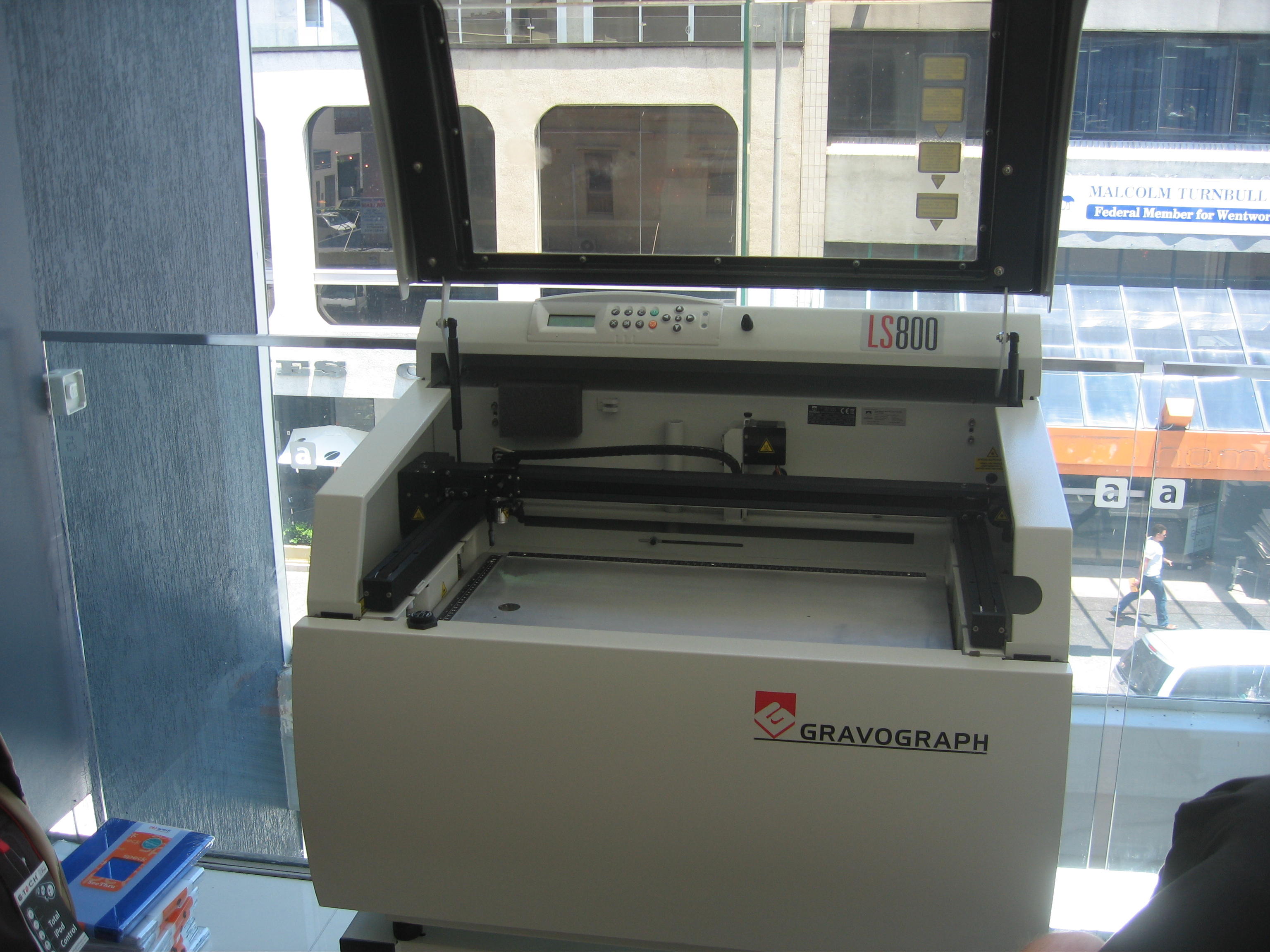
Un láser engraving máquina

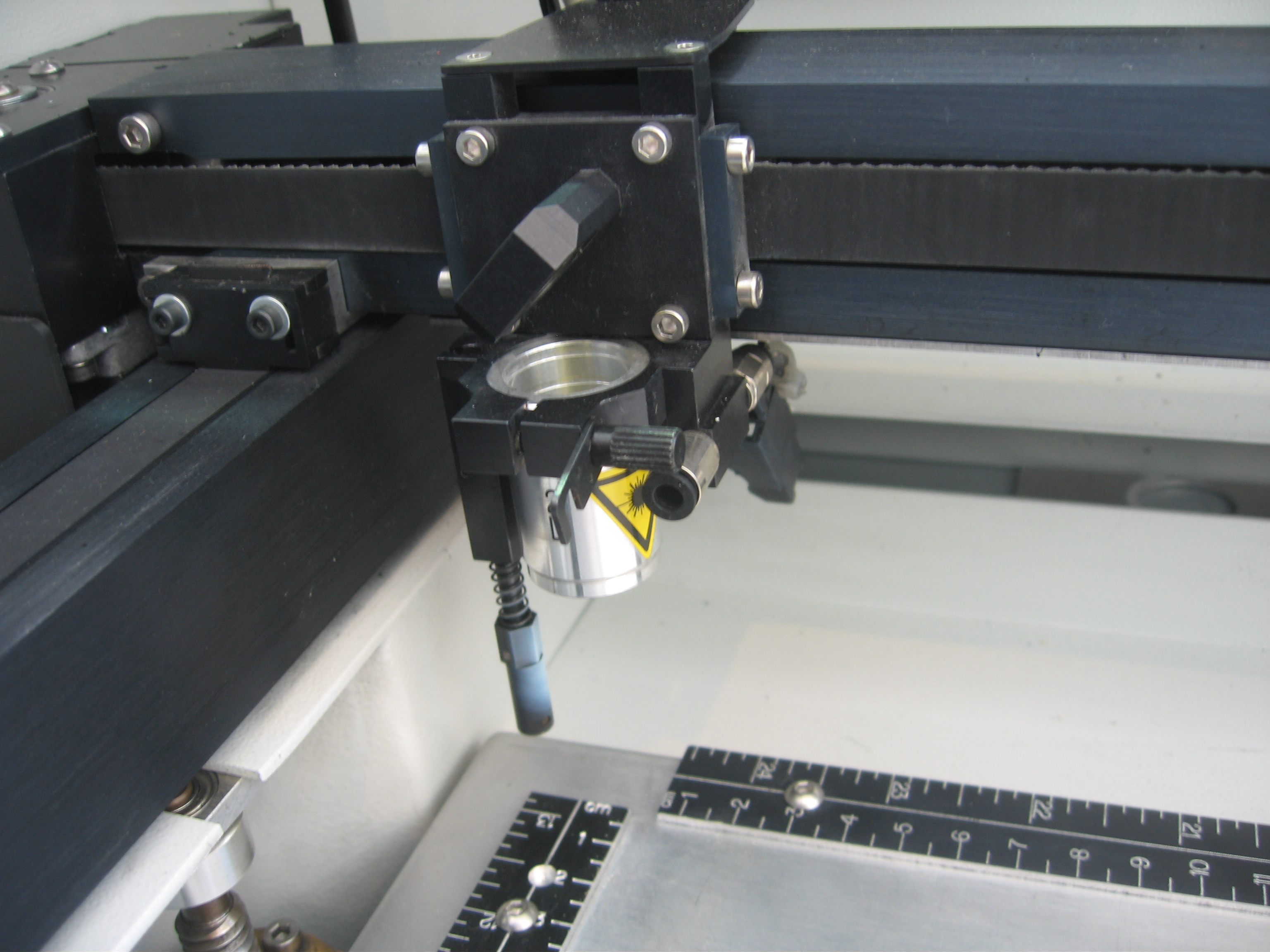
Un láser engraver

Una máquina consta de tres partes principales: un láser, un controlador, y una superficie. El láser es una herramienta de dibujo : El rayo deja el controlador para localizar patrones a la superficie. El controlador determina la dirección, intensidad, velocidad de movimiento. La superficie es seleccionada para el tipo de material el láser puede actuar encima.
Algunas de estas máquinas permite tres funciones fundamentales: impresión en 3D, grabado con láser y el grabado con dremel (que al insertar una broca apropiada, la herramienta puede realizar taladrado, corte, tallado y grabado).

## Cómo se hace el grabado láser
El rayo láser impacta el material, exponiéndolo a una gran cantidad de calor. Dependiendo del tiempo de exposición, el color del material cambia y crea un contraste, o bien, el material se evapora o se quema. El grabado láser resultante es permanente y muy resistente a la abrasión.

## Materiales que puede ser grabados

### Arte
Láser engraving se usa para trabajos de arte. Generalmente, esto implica grabado a superficies planas, para revelar niveles más bajos de la superficie o para crear surcos y estrías las cuáles pueden ser llenados con tintas, barniza, u otros materiales. Algunas máquinas de grabado láser tiene anexos rotativos que permite grabar alrededor de un objeto. Los artistas pueden digitalizar dibujos, escáner o crear imágenes en un ordenador, y grabar la imagen en diversos materiales.

### Trofeos, placas y premios
El relativamente bajo costo del grabado en láser, gracias a la automatización y materiales económicos, lo hace una solución ideal para la personalización de trofeos y premios. Mientras que el grabado a mano puede ser una solución para los trofeos de campeonato más caros. Los grabados láser y a la medida se usan para trofeos de equipos que son a menudo ordenados en cantidad y tienen márgenes bajos de ganancia.
- Aguafuerte de vaso
- Ablación de láser
- El láser que corta

### Artículos promocionales
Los productos de madera, metálicos, vidrio, piel e incluso de goma, son óptimos para personalizar con esta técnica.
El grabado láser en los artículos de madera y cuero ofrece un acabado con un efecto quemado, lo que le otorga al objeto una estética refinada y llamativa, que casa a la perfección con el color natural de los productos. En cambio, en los obsequios metálicos, esta técnica de marcaje ofrece un resultado profesional y suele ser la más recomendada para este tipo de artículos.  Sobre el cristal, el grabado láser aporta calidad al objeto y con asiduidad se emplea para detalles con un alto valor.

## Trofeos, placas y premios
El costo relativamente bajo del grabado láser, impulsado por la automatización y los materiales económicos, lo convierte en una solución ideal para la personalización de trofeos y premios. Mientras que el grabado a mano puede ser una solución viable para los trofeos de campeones más costosos, la personalización con láser se presta a trofeos de participación y de equipo que a menudo se ordenan en cantidad y tienen márgenes relativamente bajos.
Por razones similares a las anteriores, el grabado láser también es una alternativa común para los obsequios personalizados.